# Zazdrość (Orzesze)
Zazdrość (niem. Zasdrose) – sołectwo Orzesza położona na jego zachodnim krańcu. Od północy sąsiaduje z Zawadą od wschodu z Gardawicami, od południa z Woszczycami, od zachodu z gminą Czerwionka-Leszczyny.

## Historia
Powstanie Zazdrości jest związane z edyktem króla pruskiego Fryderyka o kolonizacji Śląska (1773) – założona została przez właściciela Zawady von Kalkreutha. Podczas plebiscytu w 1921 r. 222 osoby głosowały za Polską, a 50 za Niemcami.
W 1970 r. wybudowano szkołę podstawową, która działa do dziś. 
Zazdrość należała niegdyś do parafii w Woszczycach, a w wiosce istniała jedynie kaplica, w której nabożeństwa odprawiane były przez dojeżdżającego księdza. Od 2001 r. w Zazdrości działa parafia Miłosierdzia Bożego.

## Transport
Miejscowość położona jest wzdłuż drogi łączącej centrum Orzesza z drogą krajową nr 81.

## Sport
W 1925 roku w miejscowości powstał regionalny oddział  Polskiego Towarzystwa Gimnastycznego „Sokół”. Prezesem organizacji był Emil Kujawski, a naczelnikiem Brunon Kopiec. W 1937 roku prezesem organizacji był Józef Kotula, sekretarzem Norbert Chwałek, a skarbnikiem oraz naczelnikiem Piotr Kubica.